# Миленијумска купола
Миленијумска купола (енгл. Millennium Dome), позната и само као Купола (енгл. Dome) представља једну од највећих купола на свету пречника 365 метара (симболична представа броја дана у години). Налази се на Гриничком полуострву уз десну обалу Темзе у Лондону (Енглеска).
Изграђена је за потребе велике Миленијумске изложбе (енгл. Millennium Experience) одржане у част прославе почетка трећег миленијума. Купола је отворена за употребу 1. јануара 2000. године а службено затворена 31. децембра исте године.
Купола је облика шатора чију конструкцију носи 12 жутих торњева висине 100 м, а број стубова представља број месеци у години. Надстрешница куполе је изграђена од стаклених влакана од политетрафлуоретилена и у централном делу достиже висину од 52 метра (што симболично представља број недеља у години).
Сам пројекат је изазвао бројне контроверзе праћене великим финансијским губицима јер број посетилаца није био на планираном нивоу. Оригинална поставка унутар куполе је срушена, а од 2003. купола је постала средиште забавног парка О2. Данас се унутар сам куполе у њеном централном делу налази О2 арена капацитета 20.000 места, иначе друга по величини тог типа у целом Уједињеном Краљевству.